# Miryam Gallego Blanco
Miryam Gallego Blanco   (Ourense, 15 de març de 1976) és una actriu gallega.
Amb 18 anys se n'anà a Madrid per estudiar art dramàtic, tot i que els seus primers papers com a actriu els interpretà a la seva terra, Galícia, amb petits papers a sèries com Pratos combinados. El 1998 es llicencià a Madrid en art dramàtic per la RESAD i el 1999 feu un Curs d'Aptitud Pedagògica.
Més endavant començà a fer papers episòdics a sèries com Policías, en el corazón de la calle o El comisario, fins a aconseguir un paper fix a Periodistas, on treballà durant diverses temporades interpretant el paper de la becària Claudia Montero. Posteriorment fou Lucía Lobo a la sèrie Lobos. També ha fet teatre i cinema, com la pel·lícula Concursante (2007) de Rodrigo Cortés. L'estiu del 2007 fitxà per la sèrie Hospital Central. El 2010 guanyà el Premi Madrid a la Millor iniciativa cultural en la seva VIII edició atorgat a la sèrie Águila roja.

## Treballs
Pel·lícules
- Concursante (2007), de Rodrigo Cortés
- La voz dormida (2011), de Benito Zambrano
- Águila roja: la pel·lícula (2011)

Personatges fixos de TV
- Periodistas (2000-2002). Telecinco. Com a Claudia Montero
- Lobos (2005). Antena 3. Com a Lucía Lobo
- Hospital Central (2007). Telecinco. Com a Merche
- Águila roja (2009-2015). TVE. Com a Lucrecia: la Marquesa de Santillana

Personatges episòdics de TV
- Pratos combinados (1995-1997) TVG
- Encuentros (1998) Dirigit per José Luis Arellano i Carlos Montero.
- Un perro ladra en la tormenta (1999) Capítol 4.
- El comisario (2000). Com a La Jauría. Telecinco.
- Policías, en el corazón de la calle (2000). Com a Sonia. Antena 3.
- Aída (2006). Capítol 38. Telecinco.
- Génesis, en la mente del asesino (2007). Capítol 21. Cuatro.